# Suwan-dong
Suwan-dong (koreanska: 수완동)  är en stadsdel i stadsdistriktet Gwangsan-gu i staden Gwangju i den sydvästra delen av Sydkorea,  260 km söder om huvudstaden Seoul.